# Emms Family-díj
Az Emms Family-díjat az a fiatal játékos kapja, aki az Ontario Hockey League-ben az első szezonjában a legjobb teljesítményt nyújtja. A díjat Hap Emms alapította, aki több csapat tulajdonosa is volt.

## A díjazottak
| Év        | Játékos            | Csapat                      |
| --------- | ------------------ | --------------------------- |
| 2014–2015 | Alex DeBrincat     | Erie Otters                 |
| 2013–2014 | Travis Konecny     | Ottawa 67’s                 |
| 2012–2013 | Connor McDavid     | Erie Otters                 |
| 2011–2012 | Aaron Ekblad       | Barrie Colts                |
| 2010–2011 | Najil Jakupov      | Sarnia Sting                |
| 2009–2010 | Matt Puempel       | Peterborough Petes          |
| 2008–2009 | Jevgenyij Gracsev  | Brampton Battalion          |
| 2007–2008 | Taylor Hall        | Windsor Spitfires           |
| 2006–2007 | Patrick Kane       | London Knights              |
| 2005–2006 | John Tavares       | Oshawa Generals             |
| 2004–2005 | Benoît Pouliot     | Sudbury Wolves              |
| 2003–2004 | Bryan Little       | Barrie Colts                |
| 2002–2003 | Rob Schremp        | Mississauga IceDogs         |
| 2001–2002 | Patrick O’Sullivan | Mississauga IceDogs         |
| 2000–2001 | Rick Nash          | London Knights              |
| 1999–2000 | Derek Roy          | Kitchener Rangers           |
| 1998–1999 | Sheldon Keefe      | Barrie Colts                |
| 1997–1998 | David Legwand      | Plymouth Whalers            |
| 1996–1997 | Peter Sarno        | Windsor Spitfires           |
| 1995–1996 | Joe Thornton       | Sault Ste. Marie Greyhounds |
| 1994–1995 | Bryan Berard       | Detroit Junior Red Wings    |
| 1993–1994 | Vitalij Jacsmenyov | North Bay Centennials       |
| 1992–1993 | Jeff O’Neill       | Guelph Storm                |
| 1991–1992 | Chris Gratton      | Kingston Frontenacs         |
| 1990–1991 | Cory Stillman      | Windsor Spitfires           |
| 1989–1990 | Chris Longo        | Peterborough Petes          |
| 1988–1989 | Owen Nolan         | Cornwall Royals             |
| 1987–1988 | Rick Corriveau     | London Knights              |
| 1986–1987 | Andrew Cassels     | Ottawa 67’s                 |
| 1985–1986 | Lonnie Loach       | Guelph Storm                |
| 1984–1985 | Derek King         | Sault Ste. Marie Greyhounds |
| 1983–1984 | Shawn Burr         | Kitchener Rangers           |
| 1982–1983 | Bruce Cassidy      | Ottawa 67’s                 |
| 1981–1982 | Pat Verbeek        | Sudbury Wolves              |
| 1980–1981 | Tony Tanti         | Oshawa Generals             |
| 1979–1980 | Bruce Dowie        | Toronto Marlboros           |
| 1978–1979 | John Goodwin       | Sault Ste. Marie Greyhounds |
| 1977–1978 | Wayne Gretzky      | Sault Ste. Marie Greyhounds |
| 1976–1977 | Mike Gartner       | Niagara Falls Flyers        |
| 1975–1976 | John Tavella       | Sault Ste. Marie Greyhounds |
| 1974–1975 | Danny Shearer      | Hamilton Fincups            |
| 1973–1974 | Jack Valiquette    | Sault Ste. Marie Greyhounds |
| 1972–1973 | Dennis Maruk       | London Knights              |